# Barmak
Barmak (persiska: برمک) är en ort i Iran.   Den ligger i provinsen Bushehr, i den centrala delen av landet, 700 km söder om huvudstaden Teheran. Barmak ligger 73 meter över havet och antalet invånare är 621.
Terrängen runt Barmak är platt, och sluttar söderut. Runt Barmak är det ganska glesbefolkat, med 43 invånare per kvadratkilometer. Närmaste större samhälle är Borāzjān, 17,7 km söder om Barmak. Omgivningarna runt Barmak är i huvudsak ett öppet busklandskap.